# Wellsburg (Nueva York)
Wellsburg es una villa ubicada en el condado de Chemung en el estado estadounidense de Nueva York. En el año 2000 tenía una población de 631 habitantes y una densidad poblacional de 427 personas por km².

## Geografía
Wellsburg se encuentra ubicada en las coordenadas 42°0′40″N 76°43′40″O / 42.01111, -76.72778.

## Demografía
Según la Oficina del Censo en 2000 los ingresos medios por hogar en la localidad eran de $34,135, y los ingresos medios por familia eran $40,750. Los hombres tenían unos ingresos medios de $30,000 frente a los $18,594 para las mujeres. La renta per cápita para la localidad era de $17,426. Alrededor del 13.7% de la población estaban por debajo del umbral de pobreza.